# John MacBurnie
John MacBurnie est un directeur de la photographie américain, né le 18 décembre 1892 à New York et mort le 24 septembre 1956  à Los Angeles.

## Filmographie partielle
- 1929 : On n'a pas l'habitude (Unaccustomed As We Are) de Lewis R. Foster
- 1940 : Texas Terrors de George Sherman
- 1940 : The Tulsa Kid de George Sherman
- 1942 : Stagecoach Express de George Sherman
- 1942 : Jesse James, Jr. de George Sherman
- 1948 : Daredevils of the Clouds de George Blair
- 1949 : Streets of San Francisco de George Blair
- 1950 : La Ruée vers la Californie de Joseph Kane
- 1952 : Border Saddlemates de William Witney